# 都城市立菓子野小学校
都城市立菓子野小学校（みやこのじょうしりつ かしのしょうがっこう）は、宮崎県都城市菓子野町にある公立の小学校。

## 概要
歴史
1950年（昭和25年）に「庄内町立庄内小学校 菓子野分校」として創立。翌1951年（昭和26年）に独立。現校名となったのは1965年（昭和40年）。2025年（令和7年）に創立75周年を迎える。
校章
羽ばたく鳥を背景にして、中央に校名の略称である「菓小」の文字（縦書き）を配している。
校歌
作詞は田中為雄、作曲は有馬俊一による。歌詞は3番まであり、2番の歌詞中に「菓子野」が登場する。
通学区域
都城市のうち、「菓子野町」。
中学校区は都城市立庄内中学校。

## 沿革
- 1950年（昭和25年）4月7日 - 「庄内町立庄内小学校 菓子野分校」が設置される。
- 1951年（昭和26年）5月1日 - 「庄内町立菓子野小学校」として独立。
- 1956年（昭和31年）7月15日 - 庄内町と西岳村が合併の上、「荘内町」となる。これにより、「荘内町立庄内小学校」に改称。
- 1965年（昭和40年）4月1日 - 都城市への編入により、「都城市立菓子野小学校」（現校名）に改称。

## 交通アクセス
最寄りの鉄道駅
- JR九州 えびの高原線・吉都線 「谷頭駅」

最寄りのバス停留所
- 宮崎交通バス（宮交バス）・高崎観光バス「鵜之島」停留所

最寄りの幹線道路
- 宮崎県道45号御池都城線

## 周辺
- 認定こども園かしの
- 市営菓子野団地